# Mittagskogel - Karawanken Westteil
Mittagskogel - Karawanken Westteil este o arie protejată (arie specială de conservare — SAC, sit de importanță comunitară — SCI) din Austria întinsă pe o suprafață de 2.701,45 ha, integral pe uscat.

## Localizare
Centrul sitului Mittagskogel - Karawanken Westteil este situat la coordonatele 46°30′43″N 13°58′09″E / 46.512°N 13.9692°E.

## Înființare
Situl Mittagskogel - Karawanken Westteil a fost declarat sit de importanță comunitară în septembrie 2013 pentru a proteja 3 specii de plante și 10 specii de animale. Situl a fost protejat și ca arie specială de conservare în decembrie 2018.

## Biodiversitate
Situată în ecoregiunea alpină, aria protejată conține 15 habitate naturale: Râuri de munte și vegetația erbacee de pe malurile acestora, Tufărișuri cu Pinus mugo și Rhododendron hirsutum (Mugo-Rhododendretum hirsuti), Pajiști alpine și subalpine calcaroase, Fânețe montane, Izvoare petrifiante cu formare de travertin (Cratoneurion), Mlaștini alcaline, Grohotișuri calcaroase și de șisturi calcaroase de la nivelul montan până la nivelul alpin (Thlaspietea rotundifolii), Grohotișuri medio-europene calcaroase, de la nivel colinar și montan, Pante stâncoase calcaroase cu vegetație casmofită, Peșteri inaccesibile publicului, Păduri de fag Luzulo-Fagetum, Păduri de fag subalpine medio-europene cu Acer și Rumex arifolius, Păduri ilirice de Fagus sylvatica (Aremonio-Fagion), Păduri acidofile de Picea de la nivel montan la nivel alpin (Vaccinio-Piceetea), Păduri alpine de Larix decidua și/sau Pinus cembra.
La baza desemnării sitului se află mai multe specii protejate:
- plante (3): Buxbaumia viridis, Campanula zoysii, papucul doamnei (Cypripedium calceolus)
- păsări (6): acvilă de munte (Aquila chrysaetos), cocoșul de mesteacăn (Bonasa bonasia), ciocănitoare neagră (Dryocopus martius), Lagopus mutus, cocoș de mesteacăn (Tetrao tetrix),  cocoș de munte (Tetrao urogallus)
- amfibieni (1): izvoraș-cu-burta-galbenă (Bombina variegata)
- mamifere (2): liliac comun (Myotis myotis), urs brun (Ursus arctos)
- nevertebrate (1): erebia calcarius (Erebia calcaria)

Pe lângă speciile protejate, pe teritoriul sitului au mai fost identificate 1 specie de plante, 3 specii de amfibieni, 6 specii de mamifere, 2 specii de nevertebrate, 1 specie de reptile.